# Markattor
Markattor (Cercopithecus) är ett släkte i familjen markattartade apor med cirka 25 arter, alternativt en gruppering av fyra av dessa släkten. Arterna inom släktet Cercopithecus lever i Afrika söder om Sahara. Dessa apor är medelstora primater och vistas vanligen i träd. De är allätare, men äter huvudsakligen frukter.
Namndelen pithecus i det vetenskapliga namnet kommer från det grekiska ordet för trickster. Det syftar på att de ganska bra liknar människor trots att de inte är människor.
Ibland namnges även fyra av fem släkten inom tribus Cercopithecini (alla utom Chlorocebus – gröna markattor) som markattor.

## Utseende
Markattorna har smal kropp, fina lemmar och små händer med lång tumme. Pälsens grundfärg varierar mellan gulgrön, blågrå, rödbrun och svart. Flera arter har arttypisk teckning i ansiktet, exempelvis med avvikande färg på skägg eller morrhår. Kroppslängden ligger mellan 30 och 70 cm och därtill kommer en 50 till 100 cm lång svans. Vikten varierar mellan 1,8 och 12 kg beroende på art.

## Namn
Namnet "markatta" kommer troligen från sanskritens ord för apa: markaţa (मर्कट), och används allmänt inom de germanska språken för denna släkt. På tyska och holländska förvrängdes det dock så småningom till "Meerkatze" respektive meerkat - alltså "katt [som kommit] från/över haven". När de första holländska nybyggarna slog sig ner i Sydafrika på slutet av 1600-talet trodde de att surikater var markattor och kallade dem därför meerkat. Denna benämning tog sedan britterna till sig när de började kolonisera Sydafrika på 1800-talet, vilket är skälet till att arten surikat på engelska heter meerkat. På holländska heter dock surikat stokstaartje.

### Svenskabygdemål
| Namn     | Trakt    | Referens |
| -------- | -------- | -------- |
|          |          |          |
| Abekatt  | Skåne    | [ 5 ]    |
| Apekatta | Halland  | [ 5 ]    |
| Avekatt  | Blekinge | [ 5 ]    |

Not: Samma namn kan användas även för vilken apart som helst.

## Utbredning
Markattornas utbredningsområde ligger i Afrika och sträcker sig från Gambia över södra Sudan till Sydafrika.

## Ekologi
Markattor förekommer i olika habitat som regnskog, mangrove, samt trädbevuxen savann. De undviker områden som saknar träd och uppträder ofta nära floder eller andra vattenansamlingar. Markattor är typiska träddjur och lever ofta i stora grupper. De har god förmåga att klättra och hoppa mellan träd, men vistas ändå en del av tiden på marken. När de blir hotade eller när de sover klättrar de upp i träd. Markattor är dagaktiva, främst på morgonen samt på eftermiddagen och kvällen. Svansen kan användas som gripverktyg, men används vanligtvis endast för att hålla balansen.

### Socialt beteende
Grupperna består vanligen av 10 till 30 individer, men ibland förekommer större flockar på upp till 200 individer. De mindre grupperna leds av en gammal hanne, som vakar över flockens säkerhet. Vid fara utstöter den ett varningsljud, varvid alla flyttar till närmaste träddunge eller skog. Markattor försvarar sig framgångsrikt mot rovfåglar, och även andra rovdjur har svårt att få tag i dem. Vanligen lämnar hannar flocken när de blir könsmogna och ibland bildar de temporära grupper med endast hannar. Varje grupp har ett revir, men undviker trots det större stridigheter. En del markattor bildar grupper tillsammans med mangaber eller langurer. Kommunikationen sker med olika ansiktsuttryck. Även pälsvården spelar en större roll i gruppens sociala beteende. För att varna varandra för olika slags faror har de utvecklat särskilda läten.

### Föda
Förutom frukt, säd och andra växtämnen tar markattor även fågelägg och fågelungar. De äter även insekter och ödlor. Markattor sparar upphittad föda i kinden som sedan äts när den är mer ostörd.

### Fortplantning
Fortplantningen är inte bunden till någon viss årstid, men ungar föds oftast vid slutet av en torrperiod. Dräktigheten varierar mellan fem och sju månader och vanligen föder honan bara ett ungdjur åt gången, men tvillingar förekommer ibland. Honan diar i cirka två år och ungdjuren blir könsmogna vid 4 till 6 års ålder. Den äldsta kända individen i fångenskap blev 38 år gammal. I naturen är livslängden vanligen 20 år och sällan upp till 30 år.

### Naturliga fiender
Till markattornas naturliga fiender hör rovfåglar, ormar, babianer och leoparder, men det största hotet utgörs av människan.

## Markattor och människor

### Status och hot
I vissa regioner betraktas markattor som skadedjur då de äter frukter och säd från odlade områden. De kan även överföra en del sjukdomar som gula febern. Å andra sidan används de ofta som försöksdjur. Markattor spelar en betydande roll för växternas spridning i och med att de tappar frukter med frön. Det största hotet mot markattorna är omvandlingen av deras utbredningsområde till jordbruksmark. I viss mån jagas de för köttets skull. Internationella naturvårdsunionen (IUCN) listar flera arter som starkt hotade (endangered) eller sårbara (vulnerable), men godkänner inte alla arter som är listade här.

## Systematik

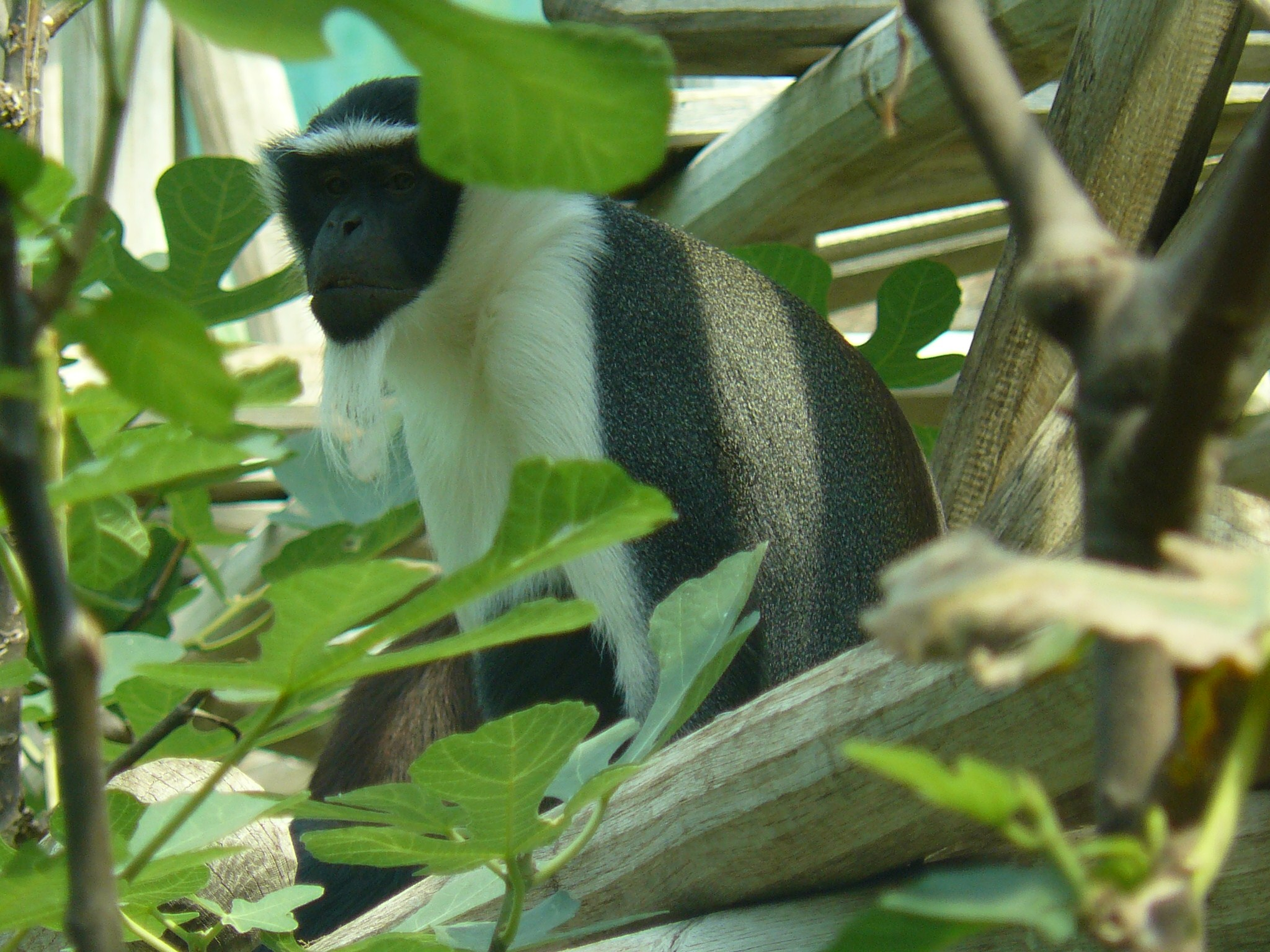
Cercopithecus roloway

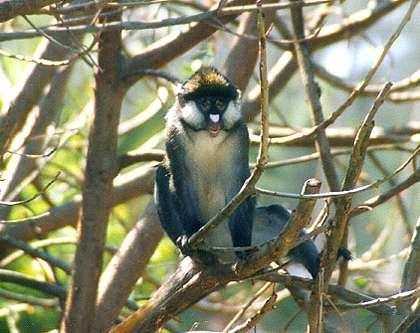
Cercopithecus ascanius

Markattor räknas till tribus Cercopithecini som i sin tur tillhör underfamiljen Cercopithecinae.
Enligt Wilson & Reeder 2005 bildas släktet av 25 arter som är fördelade på 8 grupper: 2012 tillkom en nyupptäckt art.
- dryas-gruppen
  - Dryasmarkatta (C. dryas)
- diana-gruppen
  - Dianamarkatta (C. diana)
  - C. roloway
- mitis-gruppen
  - C. albogularis, enligt IUCN en underart till diademmarkatta
  - C. doggetti, enligt IUCN en underart till diademmarkatta
  - Guldmarkatta (C. kandti)
  - Diademmarkatta (C. mitis)
  - Mörk vitnäsa (C. nictitans)
- mona-gruppen
  - Campbells markatta (C. campbelli)
  - C. denti
  - C. lowei
  - Nunnemarkatta (C. mona)
  - Kronmarkatta (C. pogonias)
  - Wolfs markatta (C. wolfi)
- cephus-gruppen
  - Svartkindad vitnäsa (C. ascanius)
  - Mustaschmarkatta (C. cephus)
  - Rödbukad markatta (C. erythrogaster)
  - Rödörad markatta (C. erythrotis)
  - Ljus vitnäsa (C. petaurista)
  - C. sclateri
- lhoesti-gruppen
  - Svartmössmarkatta (C. lhoesti)
  - C. preussi
  - C. solatus
- hamlyni-gruppen
  - Hamlyns markatta (C. hamlyni)
  - Lesula (C. lomamiensis)[10][11]
- neglectus-gruppen
  - Brazzas markatta (C. neglectus)

Enligt en studie från 2012 ska arterna från lhoesti-gruppen flyttas till ett eget släkte, Allochrocebus.